# Sam T. Brown
Sam T. Brown (* 19. Januar 1939 in St. Louis, Missouri; † 28. Dezember 1977 in Bloomington, Indiana) war ein US-amerikanischer Jazzgitarrist, der vor allem akustische Gitarre spielte.

## Wirken
Brown, dessen Vater Musiker war, erhielt ab dem Alter von sechs Jahren Klavierunterricht. Mit zwölf Jahren wechselte er zur Gitarre, die er in einer Tanzband (mit wöchentlichem Auftritt im lokalen Fernsehsender) spielte. Nach dem Besuch des Mannes College of Music von 1958 bis 1960 besuchte er Masterclasses bei Julian Bream und Gustavo Lopez. 1961 gehörte er zum American Jazz Septet von Chuck Speas, dann arbeitete er mit Miriam Makeba; 1965 war er an ihrem gemeinsamen Album An Evening with Belafonte/Makeba mit Harry Belafonte beteiligt, das mit einem Grammy ausgezeichnet wurde. Nachdem er 1964 zum Sextett von Paul Winter gehörte, begleitete er Ella Fitzgerald, mit der er auch in der Tonight Show gastierte. Ab Mitte der 1960er Jahre arbeitete er mit Gary McFarland und Gabor Szabo, bevor er 1968/69 mit der Artrock-Band Ars Nova auftrat. Daneben war er auch für Duke Pearson, Mike Mainieri und Hubert Laws tätig. Carla Bley engagierte ihn für ihre Aufnahme von Escalator over the Hill. Auch gehörte er zur ersten Ausgabe des Liberation Music Orchestra von Charlie Haden. Später war er Mitglied im Thad Jones/Mel Lewis Orchestra.
1971 spielte er im Quartett von Gary Burton und war an dessen Aufnahme mit Keith Jarrett beteiligt. 1972 holte Jarrett ihn zu seiner Produktion Expectations; auch wirkte er mit Jarrett und Violinist Leroy Jenkins an Paul Motians Debütalbum Conception Vessel mit. 1974 spielte er auf Jarretts Treasure Island und gehörte dann zur Band von Herbie Mann. Er nahm auch mit Louis Armstrong, mit Paul Desmond, mit Bill Evans, mit Richard Davis und Bill Lee sowie mit James Brown und Tim Hardin auf.

## Lexikalische Einträge
- Leonard Feather, Ira Gitler: The Biographical Encyclopedia of Jazz. Oxford University Press, New York 1999, ISBN 0-19-532000-X.